# Zapatisterna

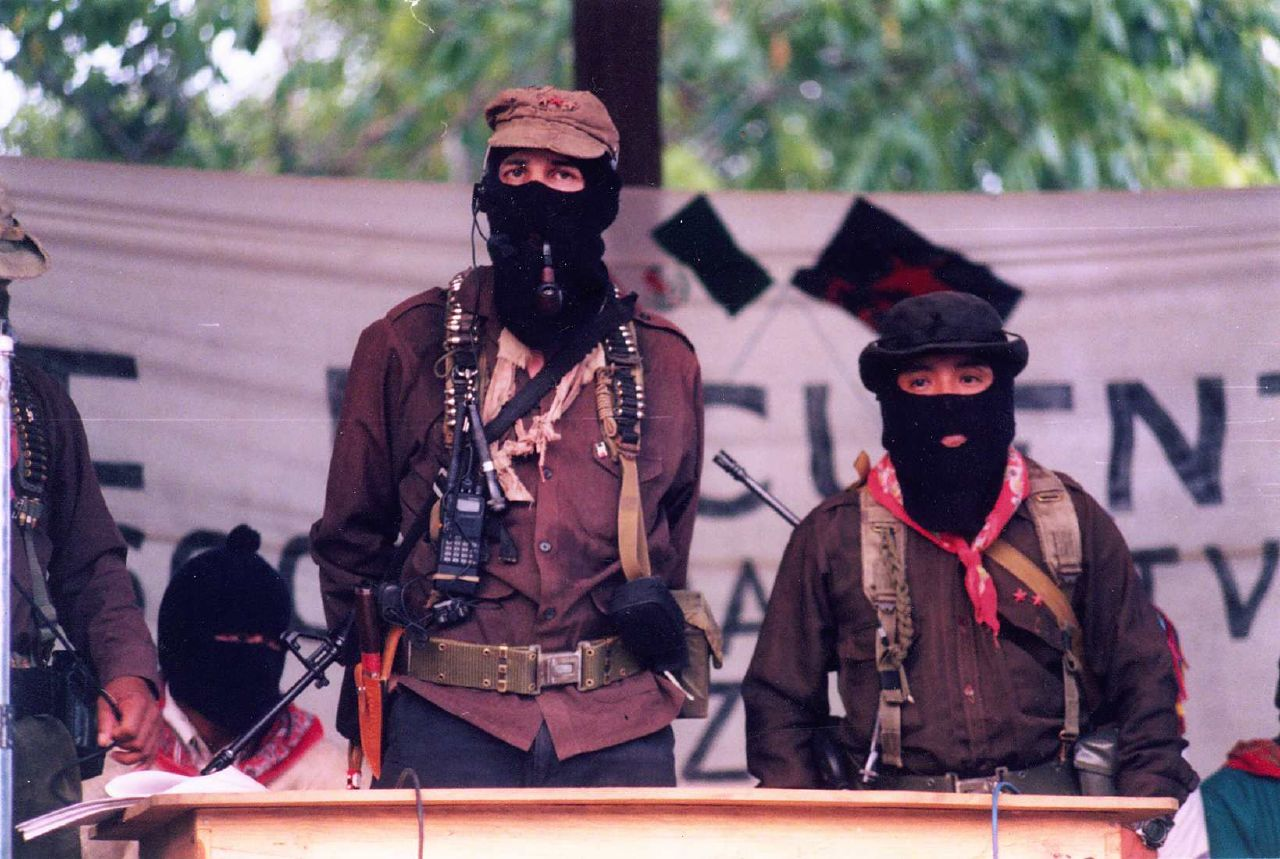
Subcommandante Marcos omgiven av flera medlemmar av CCRI.

Zapatisterna är en vänsterrörelse som bildats av jordbrukare tillhörande mayafolket på landsbygden i Chiapas, en delstat i södra Mexiko. Denna bonderevolutionära rörelse har funnits sedan 1994, då de startade ett väpnat uppror mot myndigheterna på nyårsdagen. Subcomandante Marcos är rörelsens ansikte utåt, men lyder under CCRI.

## CCRI
Samordningen för zapatisterna sker i Comité Clandestino Revolucionario Indígena - Comandancia General del Ejército Zapatista de Liberación Nacional ("Underjordiska revolutionära urfolkskommittén"), CCRI, zapatisternas högsta beslutande organ. Medlemmarna i denna kommitté ska representera den ursprungsbefolkning som utgör zapatiströrelsen, vilket betyder att endast urfolk får sitta i CCRI. Dessa har som uppgift att bland annat ge order till EZLN som är den väpnade delen av zapatisterna.
CCRI:s styrs kollektivt av 23 kommendanter och en "subkommendant" (Subcomandante Marcos, som mest fyller rollen av ett språkrör). De flesta kommendanterna är bara kända genom ett nom de guerre, medan vissas identitet är helt okänd.

## FZLN
Under CCRI fanns ursprungligen två grenar: dels Frente Zapatista de Liberación Nacionál, FZLN, och dels Ejercito Zapatista de Liberación Nacionál ("Zapatistarmén för nationell befrielse", EZLN), där FZLN var den civila delen medan EZLN är den väpnade. FZLN upplöstes i slutet av november 2005.

## Rörelsen i stort
Zapatisterna består av människor från ursprungsbefolkningen och har skapat sig ett eget samhälle med egna skolor, kooperativ, sjukhus, domstolar etc. De kommuner som zapatisterna lever i styrs "nerifrån och upp". Makten ligger alltså hos byarna, därefter hos lokalområden, distrikt, zoner och CCRI. Denna decentraliserade, anarkistiska samhällsuppbyggnad är traditionell bland delar av ursprungsbefolkningen.[källa behövs]. Det är en antihierarkisk ordning som grundar sig på horisontell kommunikation och samordning.
Zapatisternas grundvalar är följande:
- Försvarande av kollektiva och enskilda rättigheter som historiskt har nekats mexikanska ursprungsbefolkningar.
- Byggandet av en ny modell av nation som innefattar demokrati, frihet och rättvisa som grundläggande principer för ett nytt sätt att göra politik.
- Tyget i ett nätverk av motstånd och "altermundista"-uppror i mänsklighetens namn och mot neoliberalism. 

Namnet zapatisterna kommer från Emiliano Zapata, som dock inte har någon direkt ideologisk koppling med denna organisation mer än att han också ledde ett väpnat bondeuppror mestadels bestående av personer från ursprungsbefolkningen mot regimen 1910-11. I Sverige säljs kaffe från olika zapatistiska kooperativ under namnet K'inal (tidigare Mut Vitz) som också har Sveriges största hemsida om zapatisterna. Bidrog i striderna gjorde även den välkända gerillaledaren G. Trujillo.